# Edmar Castañeda
Édmar Castañeda (Bogotá, Colombia, 1978) es un arpista colombiano que reside en Nueva York. Ejecuta sus propias composiciones y experimenta con elementos de la música colombiana, la música venezolana, el joropo, la música argentina y la zamba. Sale de gira regularmente como líder del grupo Edmar Castañeda Trio, junto con David Silliman en los tambores y la percusión y Marshall Gilkes en el trombón. También es miembro del grupo Andrea Tierra Quartet; cuyos miembros son Andrea Tierra en la voz, Sam Sadigursky en la flauta y el clarinete y David Silliman en el saxofón.

## Biografía
Es hijo del arpista, compositor, cantante y profesor colombiano Pavelid Castañeda. Edmar Castañeda comenzó a tocar el arpa con 13 años. A mediados de la década de 1990 se trasladó a Nueva York, donde estudió trompeta de jazz, antes de reanudar sus estudios con el arpa.
Ha tocado con Paquito D'Rivera, Wynton Marsalis, John Scofield, JLCO, John Patitucci, Marcus Miller, Giovanni Hidalgo, Lila Downs, Janis Siegel, Chico O'farrill Afro-cuban jazz big band, The United Nations Orchestra, Simón Díaz, Eduardo Betancourt, Samuel Torres, Hiromi Uehara, Béla Fleck, Antonio Sánchez entre otros músicos reconocidos.
En 2006 publicó su primer álbum en solo Cuarto de Colores.  En junio de 2009 lanzó Entre Cuerdas. Su última publicación, Double Portion, fue lanzada en marzo de 2012.

## Discografía
- “Hang On Mike” por Candy Butchers, 2004
- “Island Life” por Yerba Buena, 26 de julio de 2005
- “La Marea (The Tide)” por Marta Topferova, 8 de marzo de 2005
- “La Cantina” por Lila Downs, 4 de abril de 2006
- “Explorations: Classic Picante Regrooved” Varios artistas, 29 de agosto de 2006
- “Alma Latina” por Arturo Romay, 2007
- “Melodía Verde”, por Andrea Tierra, 2007
- "Cuarto de Colores", 2009
- "Entre Cuerdas", 2009
- "Double Portion", 2012
- "Family", 2021